# Morbid Death
Morbid Death é uma banda de Progressive Melodic Death Metal portuguesa, fundada em Ponta Delgada no ano de 1990.

## História
Inicialmente a banda chamava-se "Mortuary", mas como pouco depois descobriram que já existia uma banda com o mesmo nome mudaram para "Asphyx", tendo que mais uma vez mudar de nome pelas mesmas razões.
A banda formou-se na ilha de São Miguel, nos Açores por Ricardo Santos e Dinis Costa, onde mais tarde entraram Veríssimo Pereira (Miguelito) e Pedro Rodrigues, em 1990.
A primeira atuação da banda foi a 31 de Agosto de 1991, na freguesia de Achadinha, Nordeste, na ilha de São Miguel. como banda suporte aos micaelenses Wrek-Age.
No ano de 1993 lançaram a sua primeira demo, Nomad e passados dois anos, em 1995 editaram a segunda demo, Shameless Faith, que tinha sido gravada ao vivo no bar "Johnny Guitar" pertencente a Zé Pedro dos Xutos e Pontapés. Em 1997 foi o ano de algumas mudanças de line-up e foi editado o primeiro álbum de estúdio da banda, Echoes of Solitude pela Independent Records.
Em 2002 e 2004,  a banda lança sob o selo da Recital Records, os álbuns Secrets e Unlocked, respectivamente.
A 31 de Outubro de 2008, a banda apresenta o seu primeiro DVD. Foi gravado no Coliseu Micaelense em Ponta Delgada em Agosto de 2005, na comemoração dos seus 15 anos de carreira.
Em comemoração dos 20 anos de carreira, a banda apresenta o seu mais recente EP, Metamorphic Reaction em Dezembro de 2010, em Ponta Delgada.
Após um hiato de três anos, os Morbid Death voltam à carga e no início de 2019 apostam no audiovisual. Apresentam o seu novo video clip do single One More Day. Tiago Alves da Waveyard Studio toma as rédeas de produção, mistura e masterização do single. Line Up Productions assumiu a responsabilidade de imagens. Este video poderá ser visto no Youtube e também no Facebook.
Em 2019, a banda renova o seu line-up agora com Luís H. Bettencourt na guitarra (anteriormente guitar-tech, roadie da banda, assim como em 1999/2000 substituiu um dos guitarristas da banda aquando deste estar a cumprir serviço militar) e com Rafael Bulhões assumindo a bateria, uma jovem promessa das baquetes.
No início de 2020 lançam Oxygen sob o sela da editora espanhola Art Gates Records, este disco teve produção/Mistura de Luís H. Bettencourt em Bettcave Studios e masterização de Jakob Herrmann dos Top Floor Studios, Gotemburgo, Suécia, conhecido por trabalhar com artistas como In Flames, Dark Tranquility, Evergrey, Anthrax entre muitos.

## Membros
Atuais
- Ricardo Santos – Voz & baixo
- Luís H. Bettencourt - Guitarra/Teclados/Samplers/Voz
- Rafael Bulhões - Bateria

Antigos
- Gualter Couto - Bateria
- Dinis Costa - Guitarra
- Veríssimo Pereira 'Miguelito' - Guitarra
- Pedro Guerreiro - Teclados
- Pedro Rodrigues - Bateria
- Ruben Correia - Guitarra
- Paulo Bettencourt - Guitarra
- Rui Frias - Guitarra
- António Couto - Guitarra
- Pedro Andrade - Bateria

## Discografia
Demos
- Nomad - 1993
- Shameless Faith – 1995

Álbuns de estúdio
- Echoes of Solitude - 1997
- Secrets - 2002
- Unlocked - 2004
- Oxygen - 2020

EP
- Metamorphic Reaction - 2010

Vídeo Clip
- One More Day - Official Video Clip - 2019
- The Perfect Lie - Official Video Clip - 2020
- Away - Official Video Clip -2020
- Dead Inside - Official Video Clip - 2020
- Oxygen - Official Video Clip - 2020

Tributo
- Echoes of a Morbid Death – Tributo aos Morbid Death – 2009[5]